# Club de Deportes Provincial Curicó Unido
Il Club de Deportes Provincial Curicó Unido è una società calcistica cilena, con sede a Curicó. Milita nella Primera B, la seconda divisione del Campionato cileno di calcio.

## Storia
Fondato nel 1973, non ha mai vinto trofei nazionali.

## Rosa 2018-2019
| N. |                      | Ruolo | Calciatore        |
| -- | -------------------- | ----- | ----------------- |
| 1  | Cile (bandiera)      | P     | Jorge Deschamps   |
| 2  | Cile (bandiera)      | D     | Diego Díaz        |
| 3  | Cile (bandiera)      | D     | Jorge Catejo      |
| 4  | Cile (bandiera)      | D     | Felipe Saavedra   |
| 5  | Cile (bandiera)      | D     | Jens Buss         |
| 6  | Cile (bandiera)      | D     | Mario Parra       |
| 7  | Cile (bandiera)      | A     | Kevin Martínez    |
| 8  | Cile (bandiera)      | D     | Yerson Opazo      |
| 9  | Argentina (bandiera) | A     | Mauro Quiroga     |
| 10 | Cile (bandiera)      | C     | Carlos Espinosa   |
| 11 | Cile (bandiera)      | A     | Diego Vallejos    |
| 14 | Venezuela (bandiera) | C     | Heber García      |
| 15 | Argentina (bandiera) | D     | Daniel Franco     |
| 16 | Cile (bandiera)      | C     | Franco Bechtholdt |
| 17 | Cile (bandiera)      | C     | Martín Cortés     |
| 18 | Cile (bandiera)      | C     | Matías Ormazábal  |

| N. |                      | Ruolo | Calciatore          |
| -- | -------------------- | ----- | ------------------- |
| 19 | Cile (bandiera)      | A     | Sebastián Jaime     |
| 20 | Argentina (bandiera) | C     | Gonzalo Bustamante  |
| 21 | Cile (bandiera)      | C     | Francisco Rivera    |
| 22 | Cile (bandiera)      | P     | Diego Tapia         |
| 23 | Cile (bandiera)      | A     | Gabriel Vargas      |
| 24 | Cile (bandiera)      | A     | Matías Cavalleri    |
| 25 | Cile (bandiera)      | C     | Alexander Pastene   |
| 26 | Cile (bandiera)      | C     | Carlos Cisternas    |
| 27 | Venezuela (bandiera) | C     | Carlos Suárez       |
| 28 | Cile (bandiera)      | A     | Gabriel Harding     |
| 29 | Cile (bandiera)      | D     | Kennet Lara         |
| 30 | Cile (bandiera)      | P     | Luis Santelices     |
| 31 | Cile (bandiera)      | C     | Diego Urzúa         |
| 33 | Argentina (bandiera) | A     | Neri Bandiera       |
|    | Cile (bandiera)      | D     | Ronald de la Fuente |

## Giocatori celebri
- Ítalo Díaz
- Diego Barrios Suárez

## Palmarès

### Competizioni nazionali
- Primera B: 2

2008, 2016-2017

### Altri piazzamenti
- Primera B:

Secondo posto: 2013, 2015-2016